# Ла-Корунья
Ла́-Кору́нья, або Ла-Кору́ня (ісп. La Coruña, МФА: [la koˈɾuɲa]) — муніципалітет і місто в Іспанії, Галісія, провінція Ла-Корунья. Адміністративний центр провінції. Розташоване на північному заході країни. Друге за розміром місто і другий за розмірами порт після Віго у провінції Понтеведра. Колишня столиця Галісії (1563—1982).

## Назва
- Каро́нія (лат. Caronia) — латинська назва[1].
- Кору́нія — стара кирилична назва[2].
- Кору́нья, або Кору́ня (гал. і ісп. Coruña, МФА: [koˈɾuɲa]) — сучасна іспанська і галісійська назви;
  - іспанською — Ла-Кору́ня (ісп. La Coruña, МФА: [la koˈɾuɲa]);
  - галісійською — А-Кору́ня (гал. A Coruña, МФА: [a koˈɾuɲa]).

За одною з версій назва міста Coruña походить від слова «колона» (columna), що посилалося на Вежу Геркулеса, стародавній римський маяк, що зараз знаходиться в межах міста. За іншою — вона пов'язана з кельтським словом clunia (ірл. cluain), яке означає «лука». Існують також інші версії походження назви міста.

## Географія
Ла-Корунья розташована на півострові, його перешийок колись був лише тонкою смугою піску. Ерозія і морські течії з часом намили пісок і наразі місто з'єднується з материком широкою смугою.
Ла-Корунья є одним з восьми пар міст у світі, які мають з майже точними діаметрально протилежними географічними координатами міста-антиподи. Це місто Крайстчерч у Новій Зеландії.

### Клімат
Клімат Ла-Коруньї є помірним морським і сильно залежить від Атлантичного океану, але має деякі риси середземноморського клімату. Восени і взимку погода часто не стійка і непередбачувана з сильними вітрами і рясними опадами, з Атлантики депресії і низькою хмарністю. Океан підтримує помірну температуру, з рідкими морозами і снігопадами. Влітку клімат посушливий і сонячний з невеликими дощами, досить теплий, з постійними охолоджуючими бризами. Весна, як правило, прохолодна і досить повільна.
| Показник                     | Січень | Лютий | Березень | Квітень | Травень | Червень | Липень | Серпень | Вересень | Жовтень | Листопад | Грудень | Рік  |  |
| Середній максимум °С         | 13.1   | 13.7  | 14.9     | 15.5    | 17.4    | 19.8    | 21.8   | 22.5    | 21.5     | 18.7    | 15.8     | 14.0    | 17.4 |  |
| Середня температура °С       | 10.35  | 10.85 | 11.75    | 12.45   | 14.4    | 16.75   | 18.7   | 19.25   | 18.15    | 15.65   | 13.05    | 11.45   | 14.4 |  |
| Середній мінімум °С          | 7.6    | 7.8   | 8.6      | 9.4     | 11.4    | 13.7    | 15.6   | 16.0    | 14.8     | 12.6    | 10.3     | 8.9     | 11.4 |  |
| Норма опадів                 | 128    | 102   | 79       | 85      | 80      | 42      | 30     | 35      | 68       | 110     | 114      | 135     | 1080 |  |
| ---------------------------- | ------ | ----- | -------- | ------- | ------- | ------- | ------ | ------- | -------- | ------- | -------- | ------- | ---- |  |
| Кількість днів з опадами, °C | 17     | 17    | 15       | 17      | 16      | 10      | 8      | 9       | 11       | 16      | 17       | 18      | 171  |  |

Данні надані Міжнародною метрологічною спілкою

## Історія

### Античність
Найстаріша частина, відома як Cidade Vella (Старе місто), Cidade Alta (Верхнє місто) або Cidade (місто), побудовані на місці давньокельтського селища.
Римляни прийшли в цей регіон у 2 столітті до Р. Х., колонізатори усвідомили стратегічну цінність міста, і незабаром воно грало дуже важливу роль у морській торгівлі. У 62 р. до Р. Х. Юлій Цезар завітав до міста (відоме на той час як Бригантіум (Brigantium)) задля запровадження торгівлі металом з регіонами, що наразі є Францією, Англією та Португалією. Місто мало розквіт, насамперед, у I та II століттях від Р. Х. (коли була побудована вежа Геркулеса), зазнало занепаду після IV століття, головним чином, у зв'язку з вторгненням норманів, які змусили місцеве населення рятуватися втечею вище за течією О Бурго.

### Середньовіччя
Після падіння Римської імперії, Корунья мало торгівлю із зарубіжжям, але торгівля із Середземномор'я, була поступово замінена орієнтацією на Атлантичні порти. Процес де-урбанізації після падіння Римської імперії також торкнувся Коруньї. Між 7-м і 8-м століттям від Р. Х., місто було невеликим селищем робітників і моряків.
Арабське вторгнення на Піренейський півострів, не залишала ніяких археологічних свідчень арабського перебування у місті. Провідною проблемою для міських мешканців у Середньовіччі були нормандські пірати. У 9 столітті місто зазнало нападів вікінгів, що тоді звалася Faro або Faro Bregancio.
У 991 році, король Бермудо II розпочав будівництво оборонних військових позицій на узбережжі. У Фаро, на руїнах Башти Геркулеса, була побудована фортеця, яка мала постійний військовий гарнізон. За для сплати алафе, він дав владу над містом єпископу Сантьяго. Єпископ Сантьяго був найважливішою політичною посадою Галісії до 15 століття.
У 1208, Альфонсо IX знову заснував місто Crunia. Місту були надані привілеї про вивантаження та продажу солі без сплати податків що надало великий поштовх у розвитку рибальству і торгівлі. Місто зростало та розширилось через перешийок. У 1446 Хуан II надав Коруньї статус «міста». У Католицькі королі заснували Королівську резиденцію Королівства Галісії у місті, залишивши Сантьяго. У Коруньї також розташовувалась штаб-квартира Генерального капітана.

### Новий час
У новий час, місто було важливим портом і центром з виробництва текстилю. Карл V Габсбург дозволив торгівлю з Індією між 1529 і 1575.

## Економіка
Наразі Ла-Корунья найбагатший регіон Галісії і його економічної системи. Відбулися зміни в структурі міста протягом останніх декількох десятиліть — сьогодні місто розділяє деякі адміністративні функції з прилеглим містом Ферролі. Зазнали розвиток компанії, що спеціалізувалися в галузях як фінанси, зв'язок, планування, продаж, виробництво і технічне обслуговування, в результаті чого Ла-Корунья стала найбагатшим містом регіону Галісія. Порт здійснює велику перевалку свіжої риби, а також розвантаження сирої нафти, що становлять 75 % галісійського товарообігу.

## Демографія
Динаміка населення (INE ):

## Персоналії
- Вімарано Переш (бл. 820—873) — 1-й граф Портукаленс в 868—873 роках
- Рамон Менендес Підаль (1869—1968)— іспанський науковець та письменник
- Фернандо Рей (1917—1994) — іспанський актор театру, кіно та телебачення
- Марія Казарес (1922—1996) — французька акторка театру і кіно іспанського (галісійського) походження
- Маріо Касас (* 1986) — іспанський актор.

## Фотогалерея

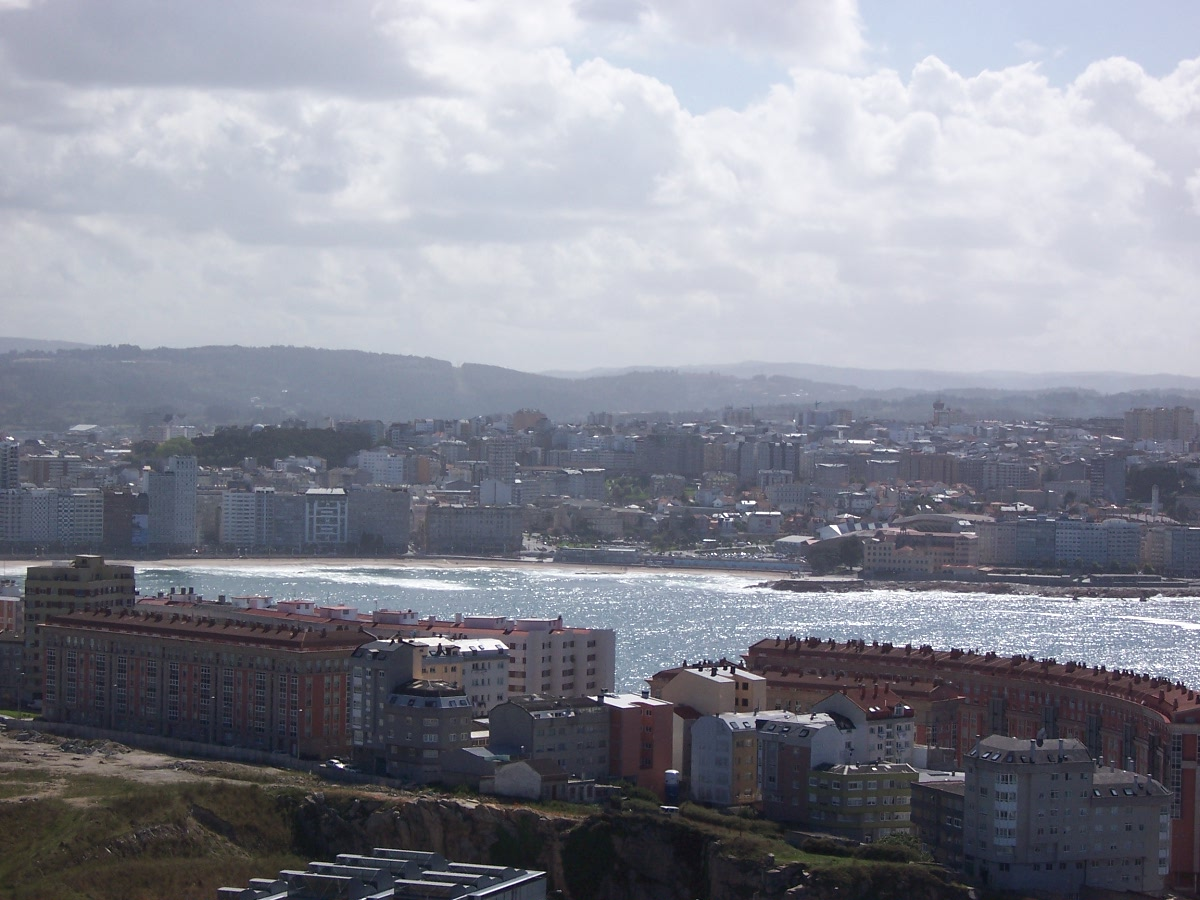
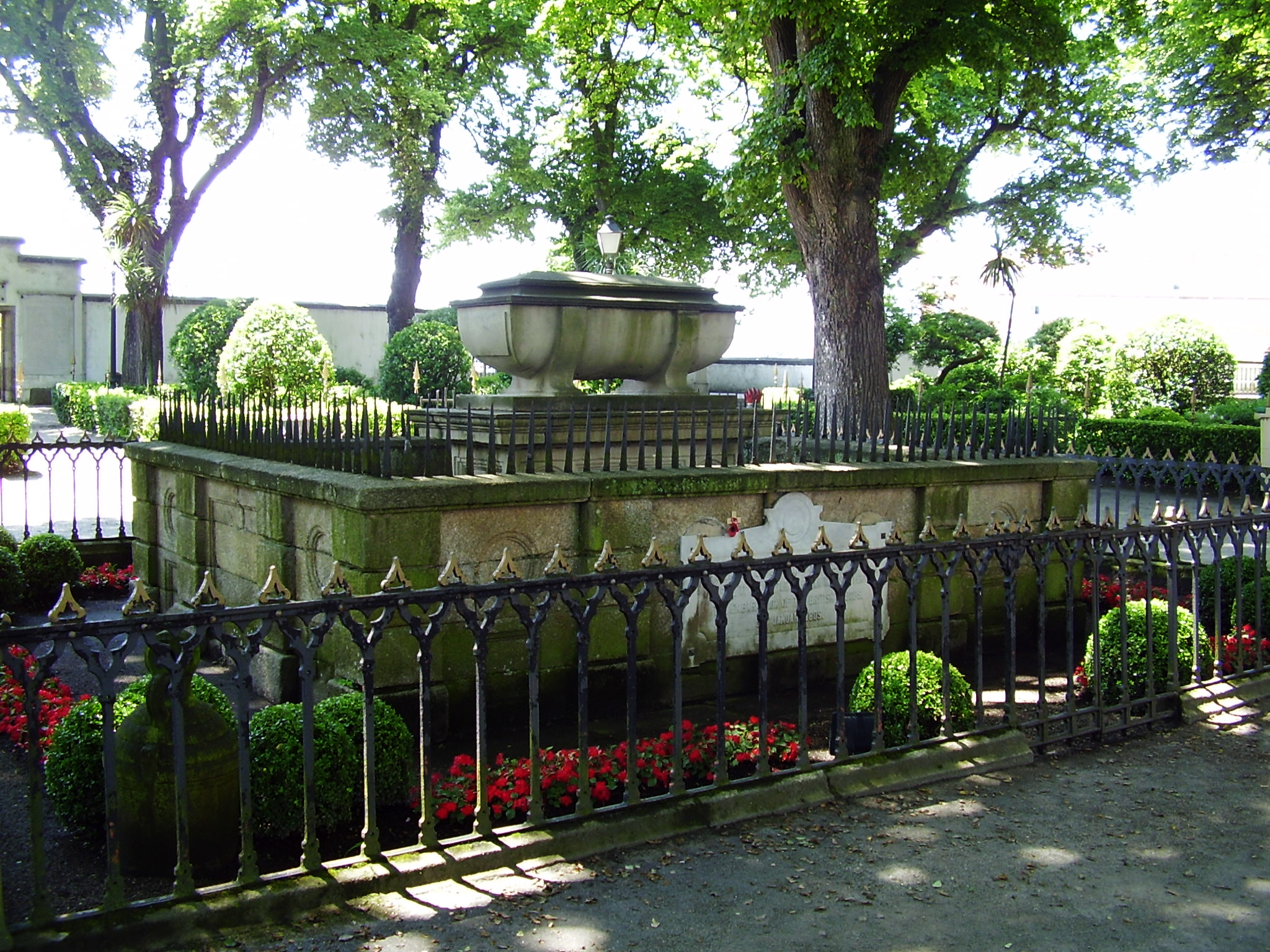
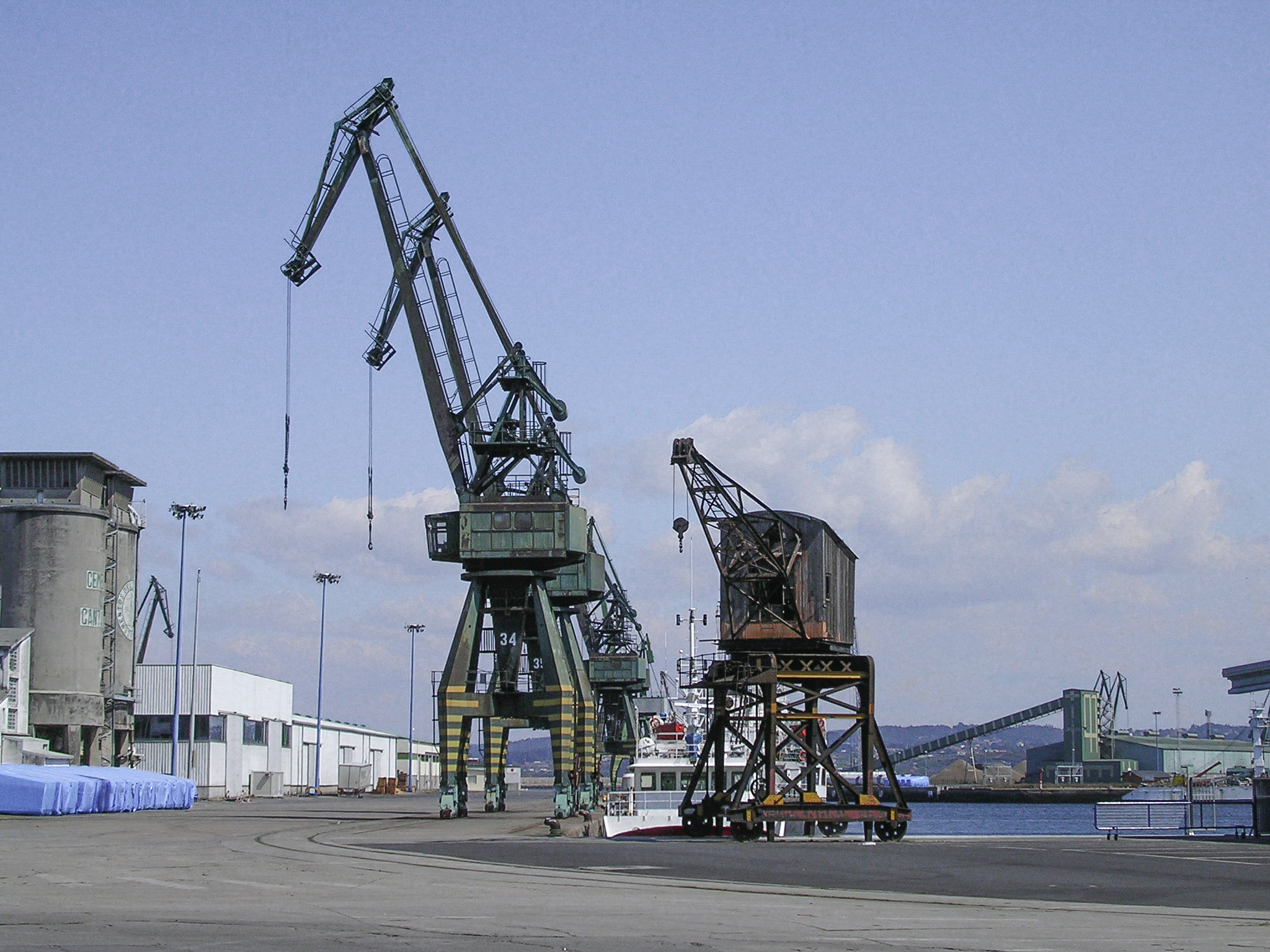
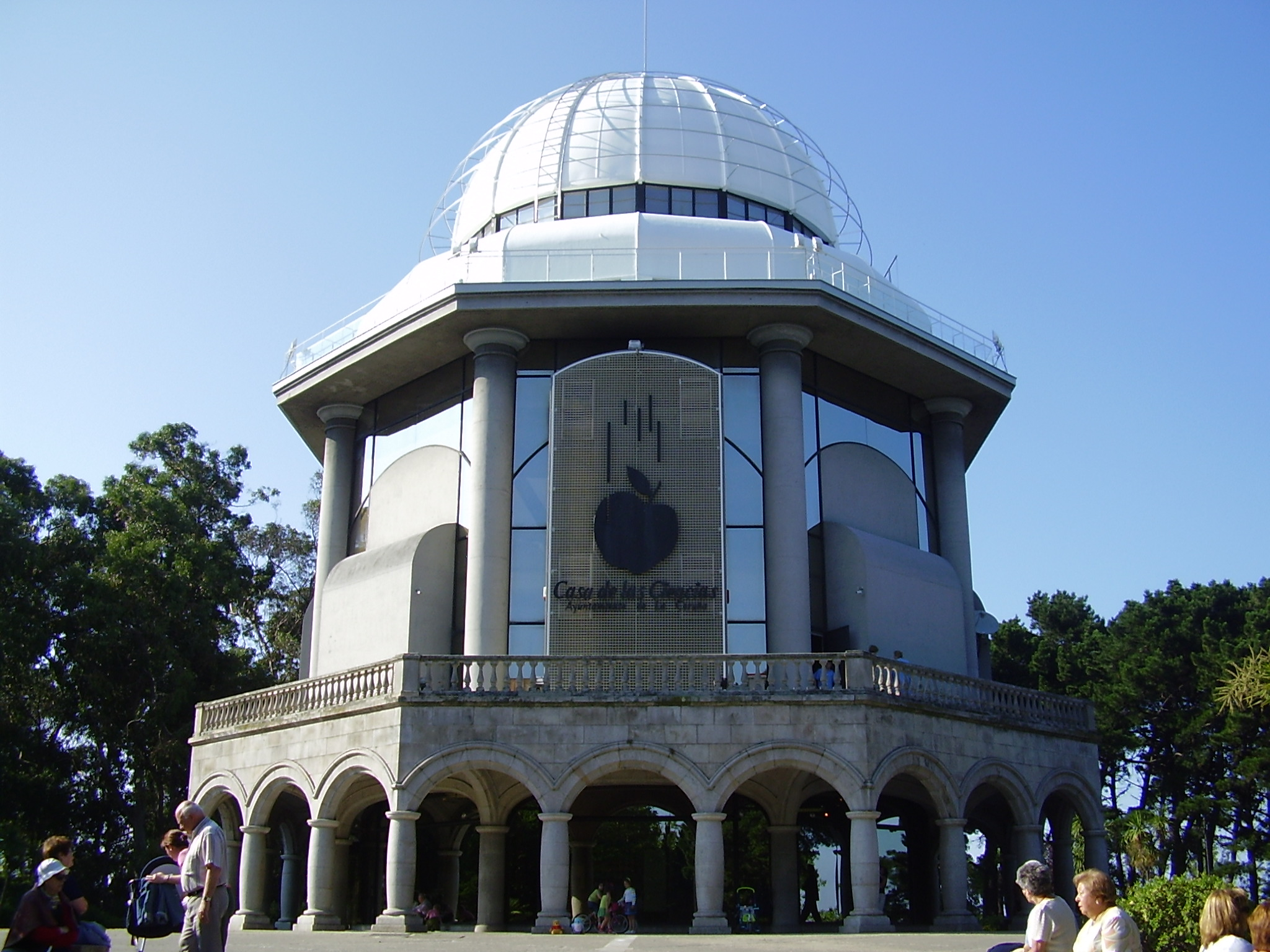
Музей
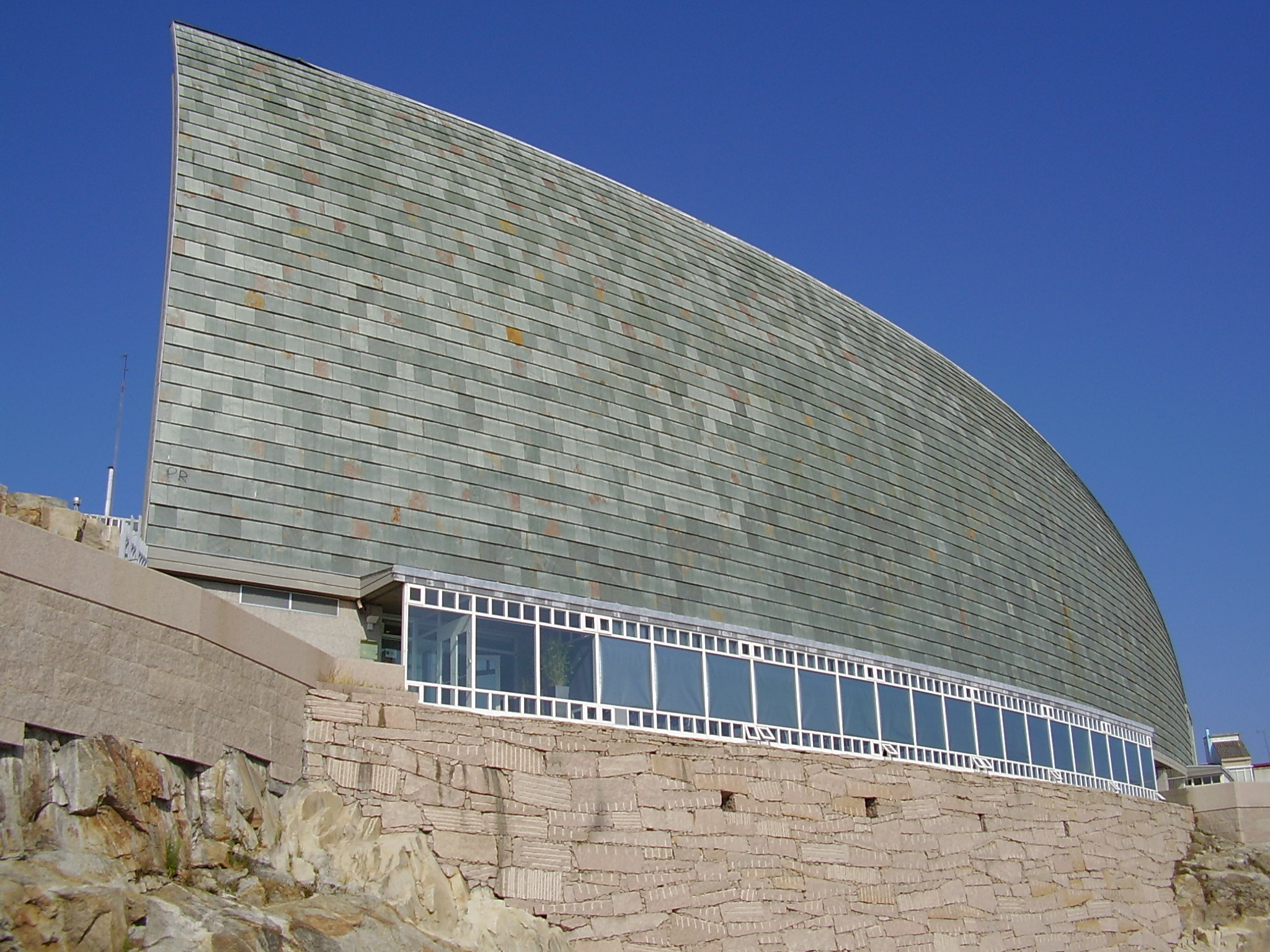
Музей
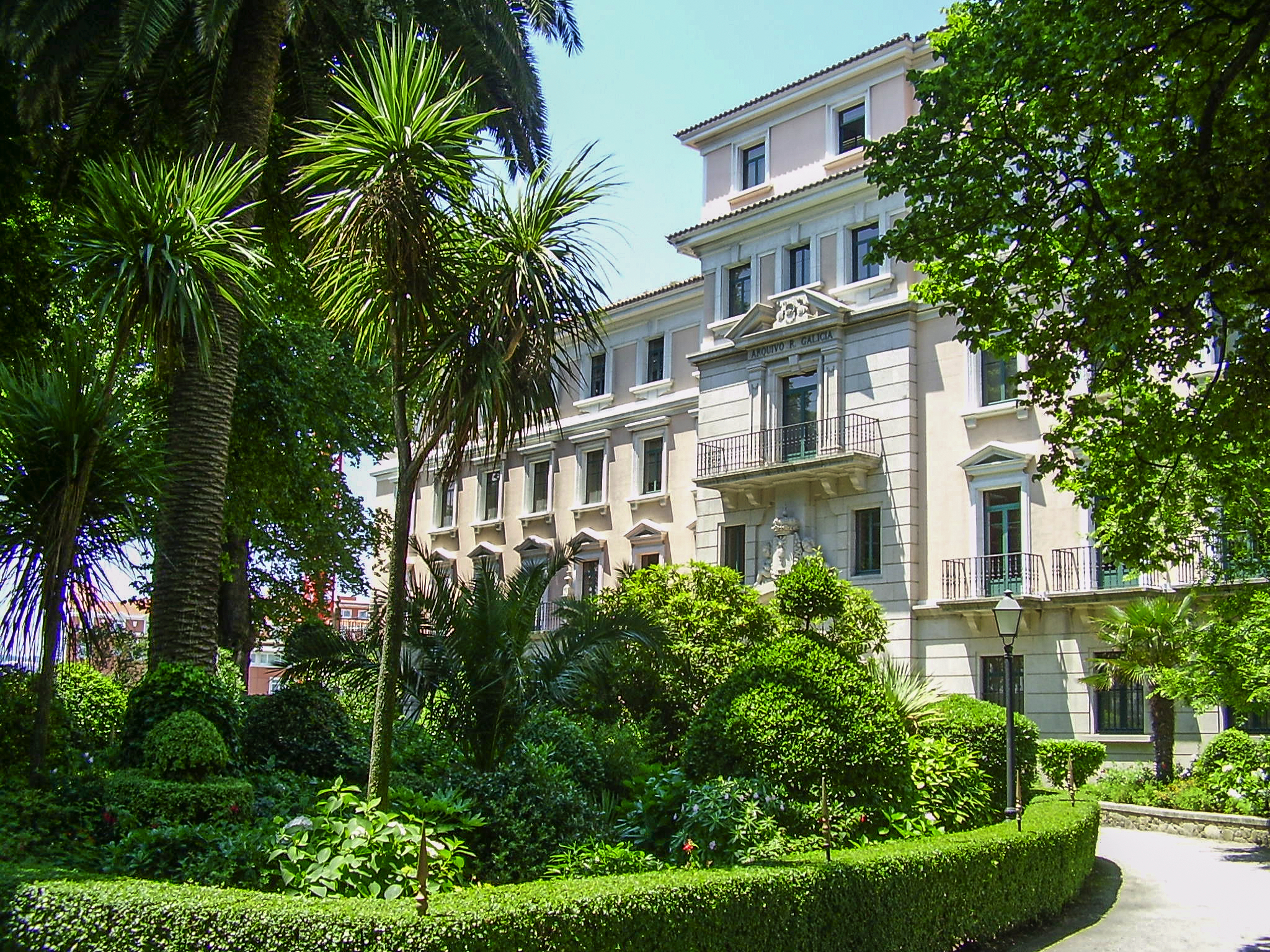
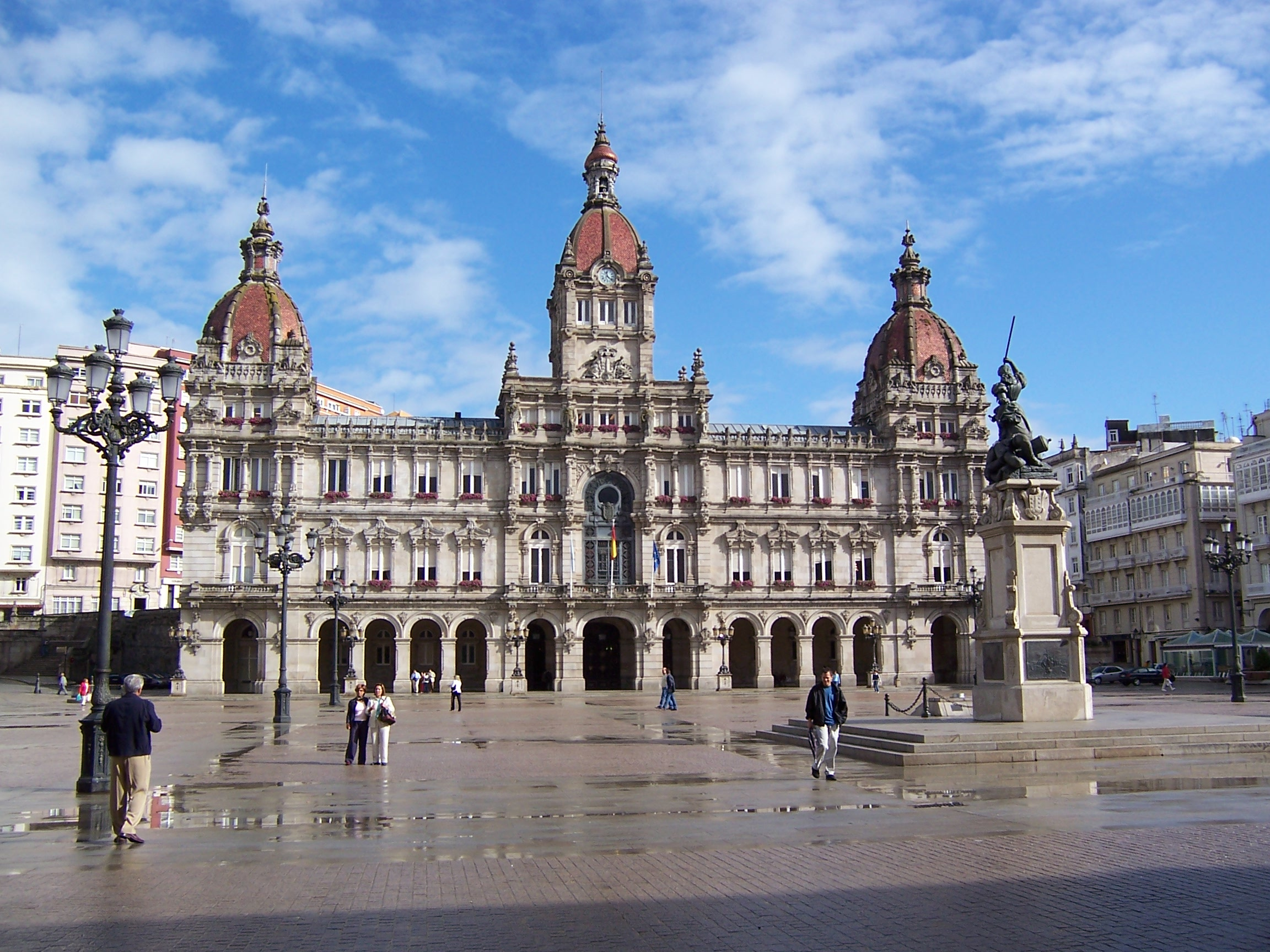
Палац
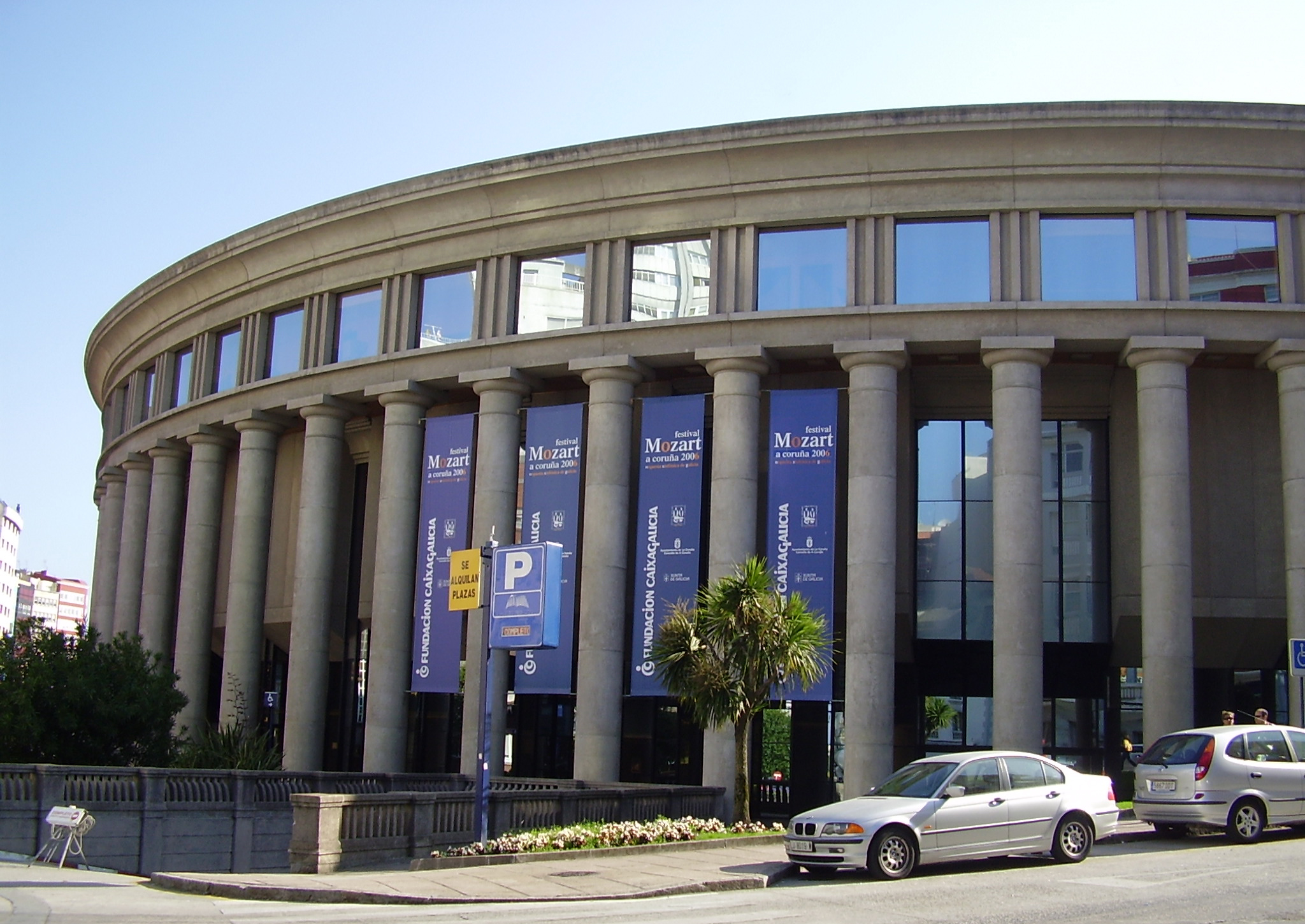
Палац
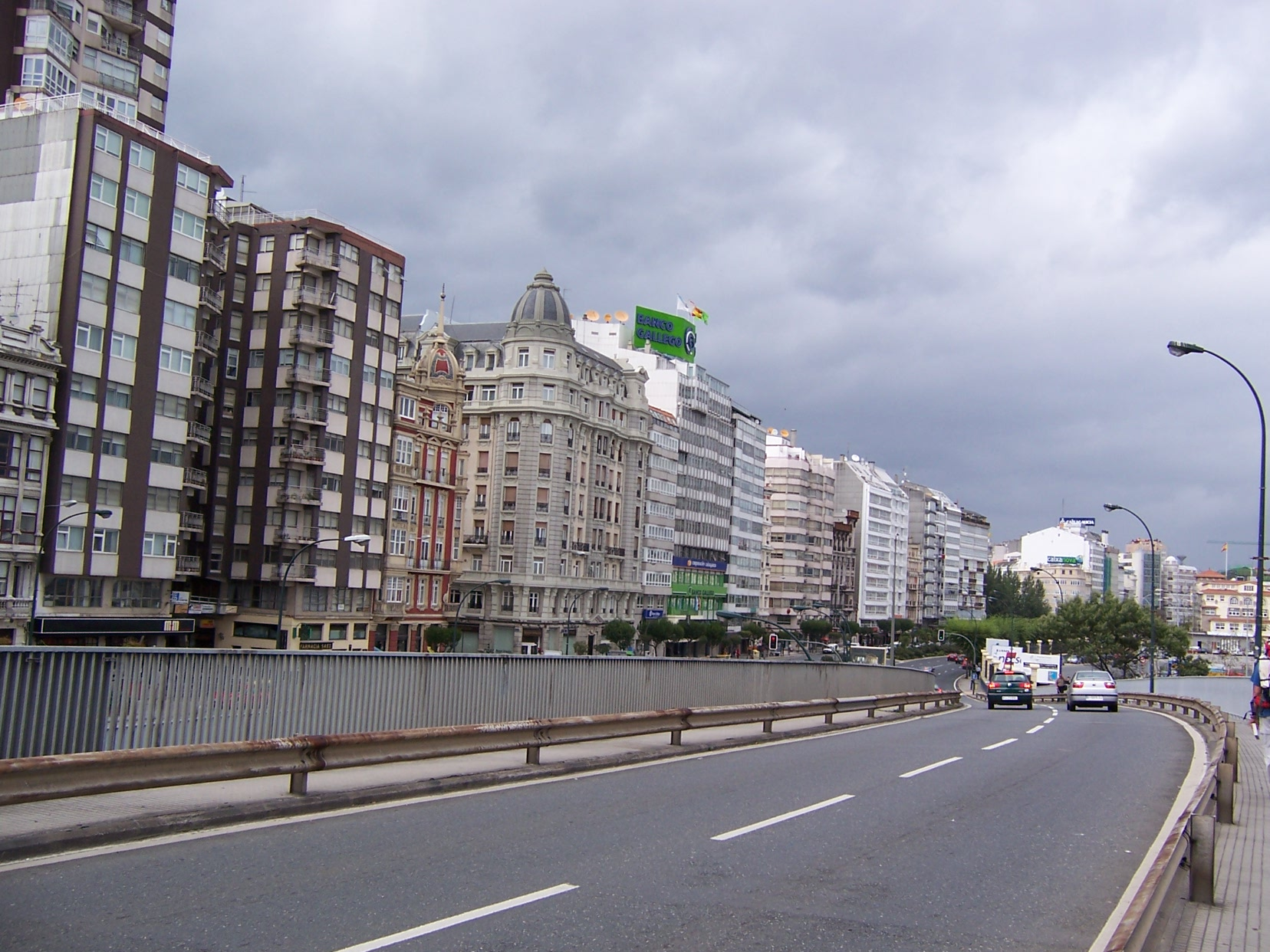
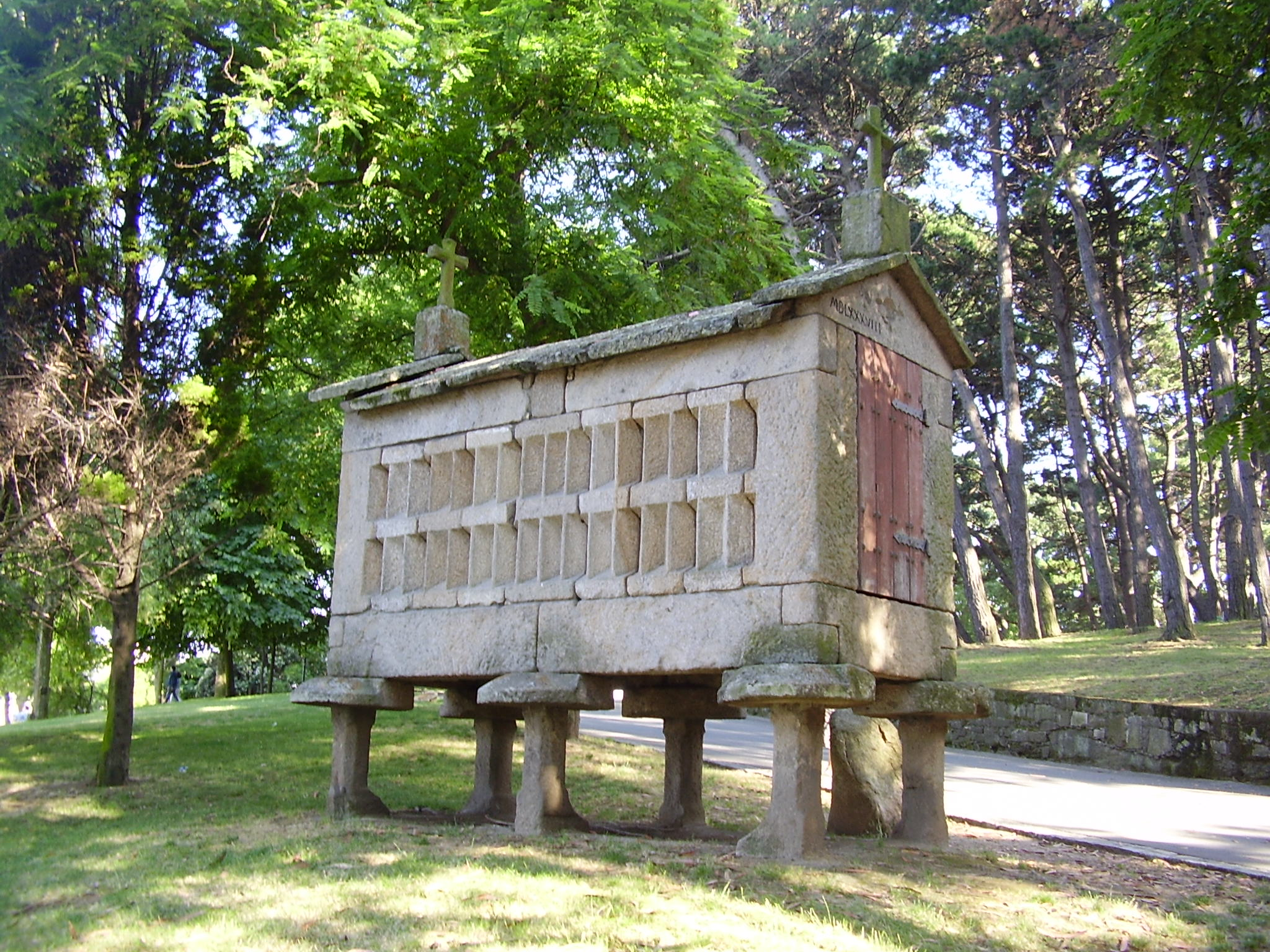
Парк
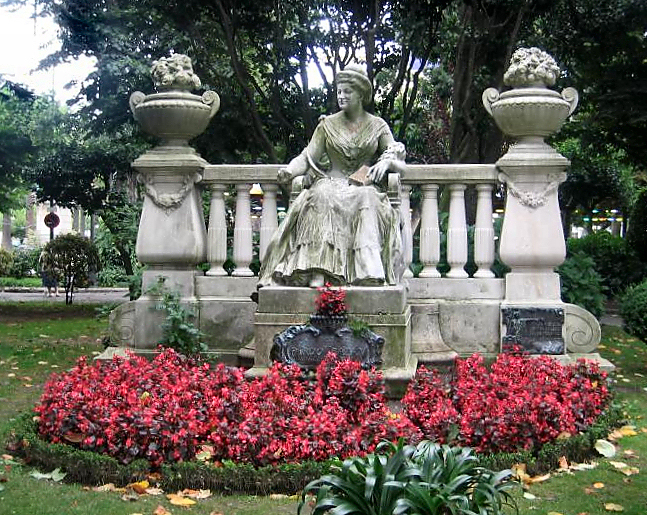
Пам'ятник